# Cantón de Airvault
El cantón de Airvault era una división administrativa francesa, que estaba situada en el departamento de Deux-Sèvres y la región de Poitou-Charentes.

## Composición
El cantón estaba formado por siete comunas:
- Airvault
- Availles-Thouarsais
- Boussais
- Irais
- Marnes
- Saint-Généroux
- Saint-Jouin-de-Marnes

## Supresión del cantón de Airvault
En aplicación del Decreto n.º 2014-176 de 18 de febrero de 2014, el cantón de Airvault fue suprimido el 22 de marzo de 2015 y sus 7 comunas pasaron a formar parte del nuevo cantón de Valle de Thouet.